# Alföldi Kerti Gazdasági Vasutak
Az Alföldi Kerti Gazdasági Vasutak (korábban Alföldi Kerti Gazdasági Vasút) egy magán kertben épült keskeny nyomközű vasúti gyűjtemény Békéscsabán. A  600 mm nyomtávolságú hálózaton zömében téglagyári vasutakról származó járművek közlekednek. A vasúti gyűjtemény létrehozásának célja a keskeny nyomközű vasutak, elsősorban a különféle ipari létesítményekben belső anyagmozgatására szolgáló iparvasutak műszaki örökségeinek, ipartörténeti emlékeinek megmentése, gyűjtése, felújítása és bemutatása. Fenntartását civilekből álló szakcsoport biztosítja.

## Története
A vasúttörténeti gyűjtemény első darabjai a békéscsabai egykori Bohn téglagyárból érkeztek 1998-ban. Az első időszakban beszerzett egyetlen kocsi, két fordítókorong és 50 m pálya az évek során folyamatosan bővült.

### Pálya
Az első 50 méter pálya későbbi bővítések által már az egész az egész kertre kiterjedő, 350 méteres hálózat részévé vált. A pályához szükséges anyagokat a Bohn téglagyárat követően egy mezőtúri tangazdaságból, a tiszaföldvári, dévaványai téglagyárakból szerezték be a vasút fenntartói. A felépítménybe 2015-ben két darab fordítókorong, négy darab vasaljas váltó és egy tolópad volt beépítve. A pálya jellemzően talpfákra szegezett 7, 9 kg/fm-es sínekből áll, de rövidebb szakaszokon hegesztett vasaljas és a vasbetonaljaknál síncsavaros lefogatás is előfordul.

### Járművek
Mezőberényből billenőcsille, a helyi vastelepről egy csonkolt nyitott kocsi, majd a szentesi téglagyárból nedves tégla szárítására alkalmas polcos kocsik érkeztek. Az első mozdony, egy MV kuli 2007-ben érkezett Békésről. Azóta a dévaványai, tiszafüredi, törökszentmiklósi, mázai, makói, orosházi téglagyárakból, illetve Bajról egy magán telekről érkeztek mozdonyok, amik az MV kuli és az SD–9 típus átalakított változatai. A makói téglagyárból két Ue-28-as érkezett 2015 februárjában. 2020 májusában már 13 db. mozdony volt a vasút birtokában.
A kocsik között a téglagyári vasutak járműállományának három fő típusa (polcos kocsi, behordó kocsi, billenő csille) megtalálható. Ezek Szentesről, Dévaványáról, Tiszaföldvárról, Békésről, Mázáról és Tiszafüredről érkeztek. A téglagyári járműveken kívül egy körbe üríthető csőrös kocsi, két fatelepi pőre kocsi, két bakcsapágyas lóréalváz és egy pár szekérszállító alváz gazdagítja a járműállományt. 

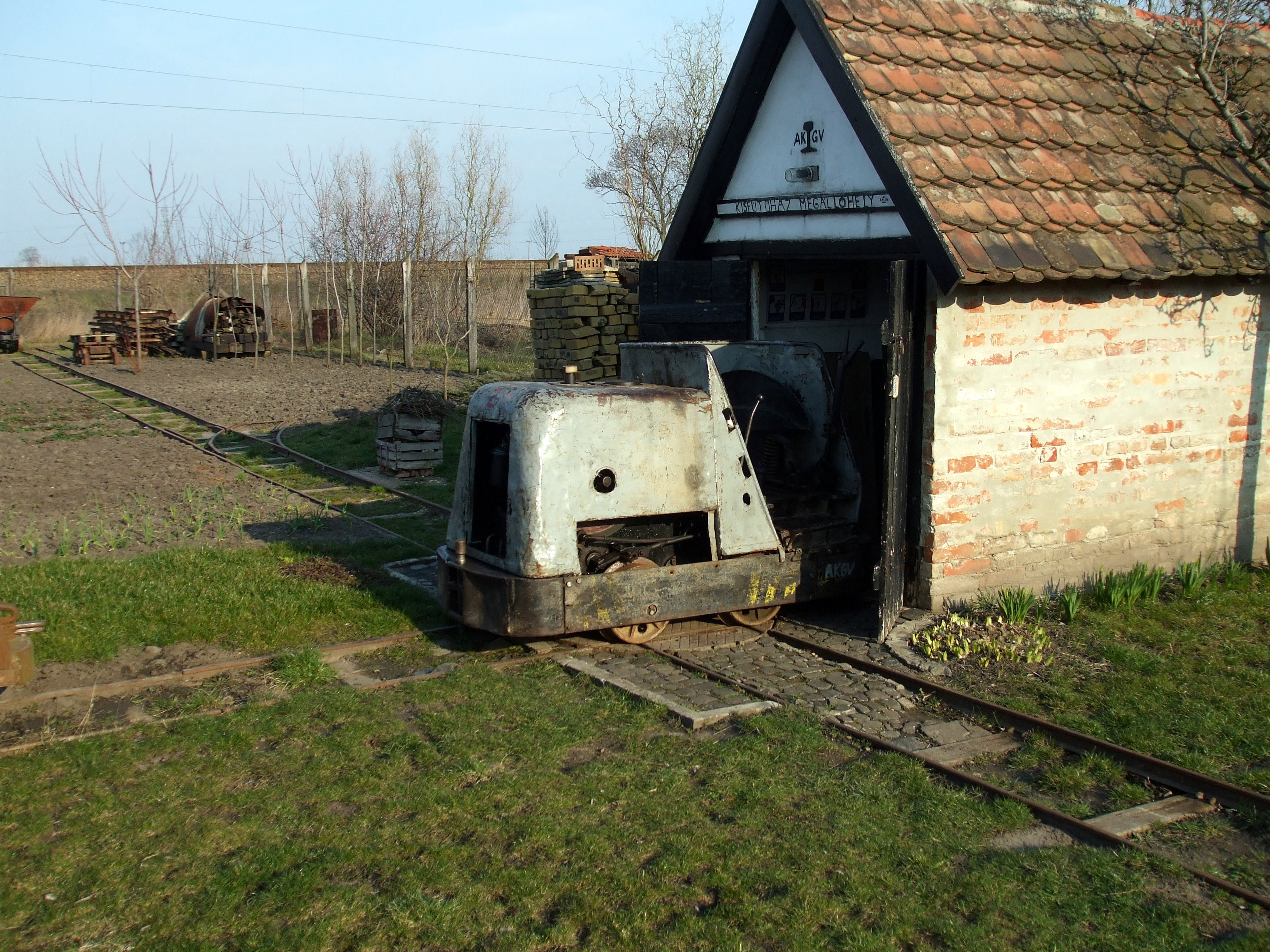
Békésről származó MV kuli a Kisfűtőház előtt

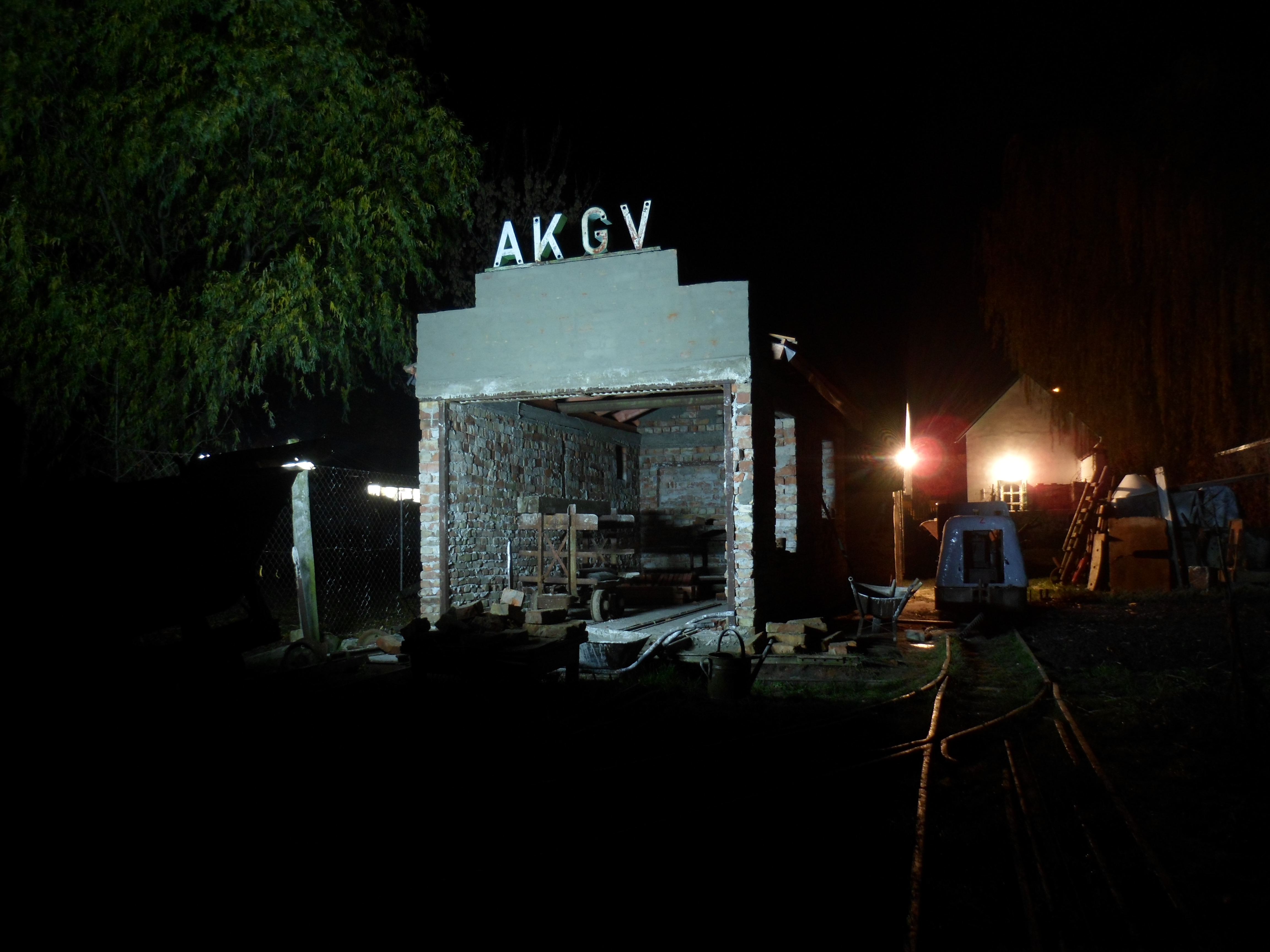
Az AKGV új fűtőháza a homlokzat falazása után

### Épületek
A Kisfűtőháznak nevezett kis kocsiszín már az első év őszén, 1998-ban felépült. A bejárás fordítókorongon keresztül lehetséges, az épület két darab kocsi vagy egy MV kuli és egy rövidebb kocsi tárolására alkalmas. Az újabb és újabb járműmentések szükségessé tették egy nagyobb fűtőház építését. Az építkezés 2014 szeptemberében kezdődött és még a tél beállta előtt került tető alá. A tolópadon át bejárható, négy mozdony tárolására vagy egy mozdony javítására alkalmas új fűtőház a Kisfűtőházhoz hasonlóan autentikus építőanyagokból épült fel.

## Külső szereplések
A gyűjtemény mozdonyai bonyolítják 2010 óta minden évben a Szegvári Kendergyári Vasút augusztus 20-ra megnyitott vonalainak forgalmát. Ezen kívül több alkalommal bemutató üzemet bonyolítottak le a békéscsabai vasútmodell kiállításon és egy szakközépiskolai nyílt napon is. Orosházán az egykori Alföldi Kisvasút megmaradt és járható raktári vágányán 2012-ben egy napra bemutató üzemet tartottak, ezzel emlékeztek meg a kisvasút múltjáról.

## Kutatás
A gyűjtemény vezetői a tárgyi emlékek megőrzésén kívül a fellelhető írásos és képi emlékek felkutatását, digitalizálását és rendszerezését is igyekeznek elvégezni. Hosszú távon ezzel létrejöhet egy kutatható irat- és képanyag ami mélyebb betekintést nyújthat az iparvasutak, elsősorban a téglagyári vasutak múltjába.

## Fenntartása
A gyűjtemény fenntartását egy kisebb baráti társaság végzi. A tagok döntő többségben saját forrásból, kisebb részben külső adományokból fedezik a beszerzéseket, karbantartást és üzemeltetést. 2014-ben egy újabb kert megvásárlásával a vasút területe jelentősen bővült. Az iparvasutakat üzemeltető vállalatok gyors ütemű bezárása miatt a forrásokat elsősorban járműmentésre fordítják, így a restaurálás több jármű esetében még nem valósult meg.

## Látogatás
A gyűjtemény előzetes bejelentkezéssel vagy az időnként meghirdetett nyílt napokon látogatható.
A vasút Békéscsabán a Kígyósi úton a Kender Center nevű kocsmával szemben van.